# Thường (họ)
Thường là một họ của người Trung Quốc (chữ Hán: 常, Bính âm: Chang). Họ này xếp thứ 80 trong danh sách Bách gia tính, về mức độ phổ biến họ này xếp thứ 87 ở Trung Quốc theo thống kê năm 2006.

## Người Trung Quốc họ Thường nổi tiếng
- Thường Ngộ Xuân, danh tướng của Chu Nguyên Chương, khai quốc công thần nhà Minh
- Thường Hạo, cao thủ cờ vây Trung Quốc
- Thường Long Khánh, nhà địa chất Trung Quốc